# Rouladenklammer

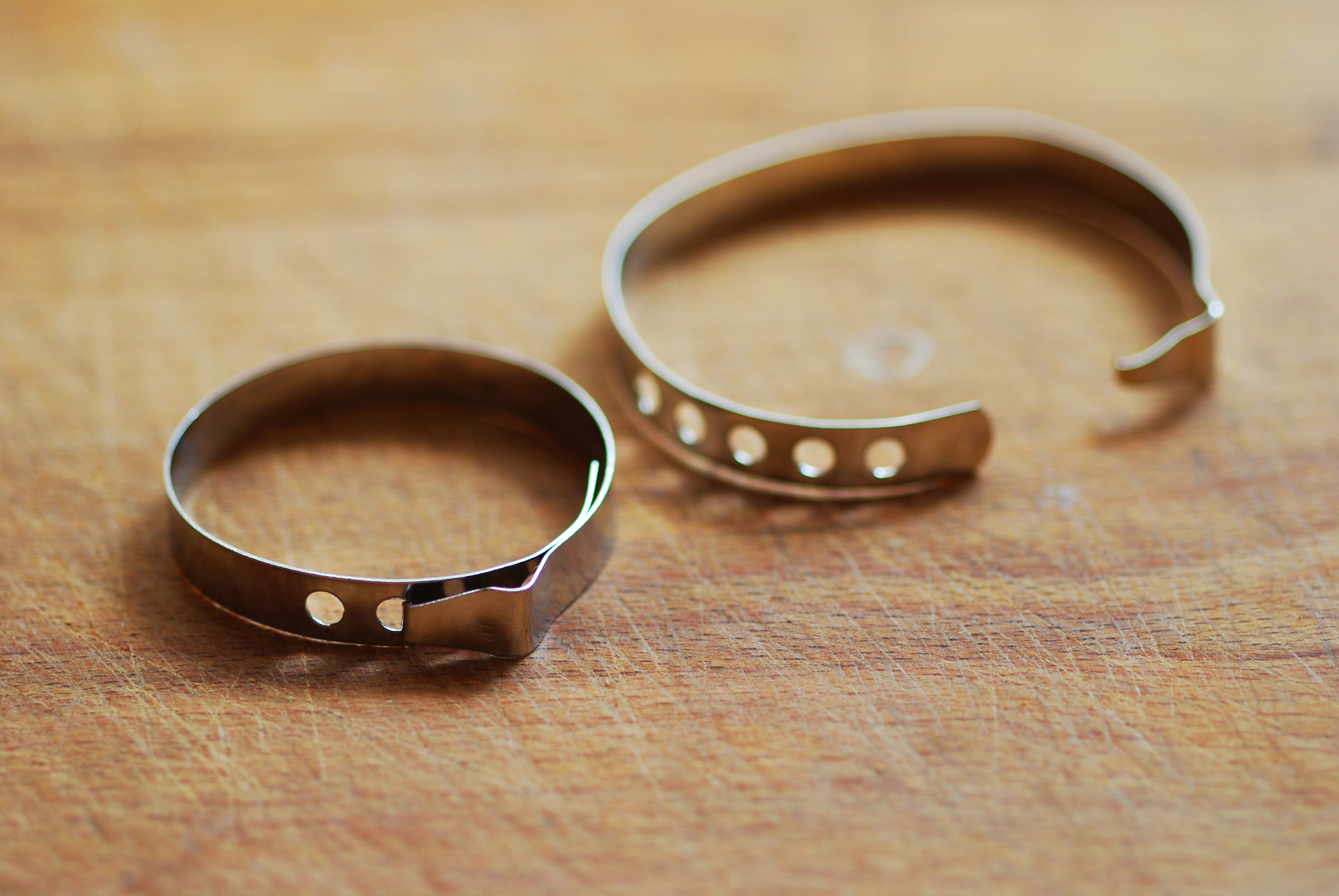
Verstellbare Rouladenklammern

Mit Rouladenklammern können Rouladen aus verschiedenen Fleisch- und Kohlsorten in Form gehalten werden, um zu vermeiden, dass sie sich während des Garens öffnen. Sie sind aus rostfreiem Metall und werden entweder als gelochte, verstellbare Bänder, oder mit verschiedenen Klammer- und Federmechanismen gefertigt. 

## Alternativen
Alternative Möglichkeiten bestehen darin, die Rouladen mit Küchengarn zu bridieren oder sie mit Rouladennadeln oder Holzspießchen (auch Zahnstocher sind dafür geeignet) am offenen Ende zu schließen.
Vor allem bei Weißkohlrouladen besteht durch die Anwendung einer besonderen Wickeltechnik die Möglichkeit, ganz auf solche Hilfsmittel zu verzichten, indem die nach außen stehenden, gefalteten Enden des Kohlblattes ins Innere der Roulade geschoben werden oder die Rouladen so eng geschichtet werden, dass sie sich gegenseitig in Form halten.
Französischen Fischrouladen (Paupiettes) werden zum Garen auch bonbonartig in Pergamentpapier gewickelt.